# Dekolonisatie (staatkundig)

Volgorde van dekolonisatie van Afrikaanse landen

Dekolonisatie is het proces waarbij kolonies zelfstandig worden van een 'moederland'. De term verwijst doorgaans naar het proces waarbij niet-Europese koloniën van Europese koloniale mogendheden hun juridische onafhankelijkheid verwierven. Dit artikel gaat niet in op andere vormen van dekolonisatie, zoals het wijzigen van koloniale structuren en mentaliteiten.

## Verloop

### Eerste dekolonisatiegolf
De eerste golf van dekolonisaties vond plaats op het Amerikaanse continent. In 1776 verklaarden de Verenigde Staten zich onafhankelijk van het Britse Verenigd Koninkrijk. Een golf van dekolonisaties volgde tussen 1810 en 1821, toen Spanje, dat zelf bezet werd door napoleontisch Frankrijk, praktisch al haar Latijns-Amerikaanse koloniën verloor (met uitzondering van Cuba, dat pas in 1898 zou volgen). De bekendste vrijheidsstrijder van Latijns-Amerika is Simon Bolivar. In 1898 werden de VS zelf een koloniale mogendheid, door de Filipijnen van Spanje over te nemen tijdens de Spaans-Amerikaanse Oorlog.
Na de Eerste Wereldoorlog werden de koloniale gebieden van Duitsland en de voorheen tot het Ottomaanse Rijk behorende niet-Turkse gebieden in mandaatgebieden verdeeld, beheerd door de landen die als winnaar uit deze oorlog kwamen. De gedachte achter de mandaatgebieden was paternalistisch: de mogendheid zou het land geleidelijk voorbereiden op onafhankelijkheid. Door de bevolking werd dit overigens regelmatig anders gezien, namelijk als een de facto (re)kolonisatie. Irak was bijvoorbeeld nominaal onafhankelijk, maar toen dit zich in 1941 tegen de Britten wilde keren grepen deze hard in. Overigens verkregen tijdens het Interbellum verschillende Britse en Franse mandaatgebieden geleidelijk meer en meer zelfstandigheid, om uiteindelijk onafhankelijk te worden (waarbij uiteraard de voormalig mandataris een flinke vinger in de pap hield). Dit patroon was ook zichtbaar bij de Filipijnen.

### Tweede dekolonisatiegolf
Een tweede grote golf van dekolonisaties voltrok zich na de Tweede Wereldoorlog. Deze vond voornamelijk plaats in Azië en Afrika. Er zijn drie fasen te onderscheiden.
Tussen 1946 en 1956 verwierven landen in Zuid- en Zuidoost-Azië (bv Indonesië en India) en het Midden-Oosten (bv Jordanië en Israël) hun onafhankelijkheid. Van 1956 tot 1965 volgde een grote hoeveelheid Afrikaanse landen (bv Congo). Na 1965 zijn het vooral de (ei)landen in het Caraïbisch gebied en Oceanië die onafhankelijk werden. Dit proces is nog altijd niet afgesloten.
In 1945 legde Soekarno de onafhankelijkheidsverklaring van Indonesië af, wat de opmaat werd voor een onafhankelijkheidsoorlog met Nederland. In 1947 werd India, geïnspireerd door Gandhi, onafhankelijk. Het belangrijkste jaar in het proces van dekolonisatie van Afrika is 1960. In dat jaar werden zeventien Afrikaanse landen onafhankelijk. 1960 wordt dan ook wel het Jaar van Afrika genoemd. Een van de achtergronden van deze dekolonisaties is de onvrede bij de inheemse bestuurlijke elites die een behoorlijke opleiding hadden genoten. De Indische leiders Mahatma Gandhi en Jawaharlal Nehru zijn daar goede voorbeelden van, evenals Soekarno en Mohammed Hatta voor Nederlands-Indië. Bovendien waren de Europese mogendheden volledig uitgeput door onderlinge strijd in twee wereldoorlogen.
De twee belangrijkste naoorlogse mogendheden, de Verenigde Staten en de Sovjet-Unie, waren allebei tegenstanders (in ieder geval in naam) van het Europese imperialisme. De Sovjet-Unie en later China schermden met het communistische gelijkheidsideaal en emancipatie van onderdrukten. De VS was zelf vroeger een kolonie geweest en was bovendien beducht dat een halsstarrig vasthouden aan de oude situatie de verbolgen bevolking in de armen van de Sovjet-Unie en het communisme zou drijven. Ondertussen waren zij er wel op uit hun eigen invloedssferen op te bouwen in de pas onafhankelijk geworden gebieden, terwijl ook voormalige kolonisatoren invloed trachtten te behouden. Voor de Aziatische koloniën speelde ook nog het voorbeeld van Japan mee, dat al sinds 1905 met een overwinning in de Russisch-Japanse Oorlog had laten zien dat niet-westerse volken best een vuist kunnen maken tegen Europese mogendheden.

## Lijst van koloniën die onafhankelijk werden (vanaf 1918)
- 1918
  - IJsland (van Denemarken)
- 1922
  - Egypte (van Verenigd Koninkrijk)
  - Ierse Vrijstaat (van Verenigd Koninkrijk)
- 1931
  - Australië (van Verenigd Koninkrijk)
  - Canada (van Verenigd Koninkrijk)
  - Newfoundland (van Verenigd Koninkrijk)
  - Nieuw-Zeeland (van Verenigd Koninkrijk)
  - Zuid-Afrika (van Verenigd Koninkrijk)
- 1932
  - Irak (van Verenigd Koninkrijk)
- 1943
  - Libanon (van Frankrijk)
- 1945
  - Korea (van Japan)
  - Indonesië (van Nederland, erkend in 1949)
  - Vietnam (van Frankrijk, erkend in 1954)
- 1946
  - Syrië (van Frankrijk)
  - Jordanië (van Verenigd Koninkrijk)
  - Filipijnen (van Verenigde Staten)
- 1947
  - India (van Verenigd Koninkrijk)
  - Pakistan (van Verenigd Koninkrijk)
- 1948
  - Birma (van Verenigd Koninkrijk)
  - Sri Lanka (van Verenigd Koninkrijk)
  - Palestina (van Verenigd Koninkrijk)
- 1949
  - Laos (van Frankrijk, erkend in 1954)
- 1951
  - Libië (van Italië)
- 1953
  - Cambodja (van Frankrijk)
- 1956
  - Soedan (van Verenigd Koninkrijk)
  - Marokko (van Frankrijk en Spanje)
  - Tunesië (van Frankrijk)
- 1957
  - Ghana (van Verenigd Koninkrijk)
  - Maleisië (van Verenigd Koninkrijk)
- 1958
  - Guinee-Conakry (van Frankrijk)
- 1960
  - Kameroen (van Frankrijk)
  - Senegal (van Frankrijk)
  - Togo (van Frankrijk)
  - Madagaskar (van Frankrijk)
  - Somalië (van Verenigd Koninkrijk en Italië)
  - Congo-Kinshasa (van België)
  - Benin (van Frankrijk)
  - Niger (van Frankrijk)
  - Opper-Volta (van Frankrijk)
  - Ivoorkust (van Frankrijk)
  - Tsjaad (van Frankrijk)
  - Centraal-Afrikaanse Republiek (van Frankrijk)
  - Congo-Brazzaville (van Frankrijk)
  - Cyprus (van Verenigd Koninkrijk)
  - Gabon (van Frankrijk)
  - Mali (van Frankrijk)
  - Nigeria (van Verenigd Koninkrijk)
  - Mauritanië (van Frankrijk)
- 1961
  - Sierra Leone (van Verenigd Koninkrijk)
  - Koeweit (van Verenigd Koninkrijk)
  - Tanganyika (van Verenigd Koninkrijk)
- 1962
  - West-Samoa (van Nieuw-Zeeland)
  - Burundi (van België)
  - Rwanda (van België)
  - Algerije (van Frankrijk)
  - Nederlands-Nieuw-Guinea (van Nederland overgedragen aan Indonesië)
  - Jamaica (van Verenigd Koninkrijk)
  - Trinidad en Tobago (van Verenigd Koninkrijk)
  - Oeganda (van Verenigd Koninkrijk)
- 1963
  - Kenia (van Verenigd Koninkrijk)
  - Sultanaat Zanzibar (van Verenigd Koninkrijk)
- 1964
  - Malawi (van Verenigd Koninkrijk)
  - Malta (van Verenigd Koninkrijk)
  - Zambia (van Verenigd Koninkrijk)
- 1965
  - Gambia (van Verenigd Koninkrijk)
  - Maldiven (van Verenigd Koninkrijk)
  - Rhodesië (van Verenigd Koninkrijk, niet erkend)
- 1966
  - Guyana (van Verenigd Koninkrijk)
  - Botswana (van Verenigd Koninkrijk)
  - Lesotho (van Verenigd Koninkrijk)
  - Barbados (van Verenigd Koninkrijk)
- 1967
  - Zuid-Jemen (van Verenigd Koninkrijk)
- 1968
  - Nauru (van Australië)
  - Mauritius (van Verenigd Koninkrijk)
  - Swaziland (van Verenigd Koninkrijk)
  - Equatoriaal-Guinea (van Spanje)
  - Ifni (van Spanje, overgedragen aan Marokko)
- 1970
  - Tonga (van Verenigd Koninkrijk)
  - Fiji (van Verenigd Koninkrijk)
- 1971
  - Bahrein (van Verenigd Koninkrijk)
  - Qatar (van Verenigd Koninkrijk)
  - Verenigde Arabische Emiraten (van Verenigd Koninkrijk)
- 1973
  - Bahama's (van Verenigd Koninkrijk)
  - Guinee-Bissau (van Portugal, erkend in 1974)
- 1974
  - Grenada (van Verenigd Koninkrijk)
- 1975
  - Mozambique (van Portugal)
  - Kaapverdië (van Portugal)
  - Comoren (van Frankrijk)
  - Sao Tomé en Principe (van Portugal)
  - Papoea-Nieuw-Guinea (van Australië)
  - Angola (van Portugal)
  - Suriname (van Nederland)
  - Oost-Timor (van Portugal, bezet door Indonesië tot 1999, onafhankelijkheid erkend in 2002)
- 1976
  - Seychellen (van Verenigd Koninkrijk)
  - Westelijke Sahara (van Spanje, nu bezet door Marokko)
- 1977
  - Djibouti (van Frankrijk)
- 1978
  - Salomonseilanden (van Verenigd Koninkrijk)
  - Tuvalu (van Verenigd Koninkrijk)
  - Dominica (van Verenigd Koninkrijk)
- 1979
  - Saint Lucia (van Verenigd Koninkrijk)
  - Kiribati (van Verenigd Koninkrijk)
  - Saint Vincent en de Grenadines (van Verenigd Koninkrijk)
- 1980
  - Zimbabwe (van Verenigd Koninkrijk)
  - Vanuatu (van Verenigd Koninkrijk en Frankrijk)
- 1981
  - Belize (van Verenigd Koninkrijk)
  - Antigua en Barbuda (van Verenigd Koninkrijk)
- 1983
  - Saint Kitts en Nevis (van Verenigd Koninkrijk)
- 1984
  - Brunei (van Verenigd Koninkrijk)
- 1986
  - Marshalleilanden (van Verenigde Staten)
  - Micronesia (van Verenigde Staten)
- 1990
  - Namibië (van Zuid-Afrika)
- 1994
  - Palau (van Verenigde Staten)
- 1997
  - Hongkong (van Verenigd Koninkrijk, overgedragen aan Volksrepubliek China)
- 1999
  - Macau (van Portugal, overgedragen aan Volksrepubliek China)
  - Panamakanaalzone (van Verenigde Staten, overgedragen aan Panama)